# Stephanie Bennett
Stephanie Bennett (* 12. Juni 1989 in Vancouver) ist eine kanadische Filmschauspielerin.

## Leben
Stephanie Bennett studierte für zwei Jahre Ballett an der staatlichen Ballettschule, entschied sich dann aber für die Schauspielerei. Bekannt wurde sie mit den Horrorfilmen Grave Encounters 2 (2012) und Leprechaun: Origins (2014). Ab 2015 spielte sie Dee in The Romeo Section und ab 2016 Lydia Branwell in Shadowhunters.
Für ihre Nebenrolle Rebecca im Fernsehfilm Stolen Dreams wurde sie 2016 mit einem Leo Award ausgezeichnet.

## Filmografie (Auswahl)
- 2012: Grave Encounters 2
- 2013: Supernatural (Fernsehserie, Folge 8x22 Clip Show)
- 2013: King & Maxwell (Fernsehserie, Folge 1x06 Stealing Secrets)
- 2014: Signed, Sealed, Delivered: Dark of Night (Fernsehfilm)
- 2014: Leprechaun: Origins
- 2014: Eine samtige Bescherung (The Nine Lives of Christmas)
- 2015: Descendants – Die Nachkommen (Descendants)
- 2015: UnREAL (Fernsehserie, 5 Folgen)
- 2015: Stolen Dreams
- 2015: Truth & Lies (Fernsehfilm)
- 2015: The Unauthorized Full House Story (Fernsehfilm)
- 2015: The Romeo Section (Fernsehserie, 10 Folgen)
- 2016: Motive (Fernsehserie, Folge 4x05 The Scorpion and the Frog)
- 2016: The Julius House: An Aurora Teagarden Mystery (Fernsehfilm)
- 2016–2017: Shadowhunters (Fernsehserie, 10 Folgen)
- 2017: Same Time Next Week (Fernsehfilm)
- 2017: Travelers: Die Reisenden (Travelers, Fernsehserie, 4 Folgen)
- 2017: Lucifer (Fernsehserie, Folge 3x03 Mr. and Mrs. Mazikeen Smith)
- 2017: Imposters (Fernsehserie, Folge 1x10 Always Forward, Never Back)
- 2017: 21 Thunder (Fernsehserie, 8 Folgen)
- 2018: Scorched Earth
- 2018: The Christmas Pact (Fernsehfilm)
- 2019: The Last Bridesmaid (Fernsehfilm)
- 2019: The Murders (Fernsehserie, Folge 1x01 The Long Black Veil)
- 2019: Project Blue Book (Fernsehserie, Folge 1x03 The Lubbock Lights)
- 2020: Lonestar Christmas (Fernsehfilm)
- 2021: Romance at Crystal Cove (Fernsehfilm)
- 2021: The Nine Kittens of Christmas (Fernsehfilm)
- 2021: Secrets in the Wilderness (Remote Danger, Fernsehfilm)
- 2022: Love for Starters (Fernsehfilm)
- 2022: Listen Out for Love (Fernsehfilm)
- 2022: Yellowstone Romance (Fernsehfilm)
- 2022: Christmas Class Reunion (Fernsehfilm)
- 2023: Love on Your Doorstep (Fernsehfilm)
- 2023: Wedding Season (Fernsehfilm)
- 2024: His & Hers (Fernsehfilm)
- 2024: A Perfect Christmas Carol (Fernsehfilm)
- 2025: A Change in Heart
- 2025: Wild Cards (Fernsehserie, Folge 2x11 Bride and Doom)
- 2025: Hearts Around the Table – Josh's Third Serving (Fernsehfilm)
- 2025: Hearts Around the Table – Kiki's Fourth Ingredient (Fernsehfilm)